# Елтебер
Елтебер (eltäbär) е тюркска титла, присвоявана на зависими от кагана владетели. Освен при древните тюрки и уйгури е засвидетелствана и при сходните им племена и народи от Източна Европа. Тази титла под формата илитвер (като фамилно име на владетеля на Царството на хуните в Южен Дагестан през 80-те години на VII век), е спомената от арменския автор Мойсей Каганкатваци в „История на Агван“ (арменското название на Прикаспийска Албания, т.е. Азербайджан), а в 921/922 година Ибн Фадлан при посещението си във Волжка България, дава сведения за нейния владетел Алмус ибн Шилки Балтавар. Името Балтавар е всъщност изопачено предаване на титлата елтебер. Волжка България и Царството на хуните през тези периоди са зависими от Хазарския каганат (средата на VII – средата на X век).